# Abdullah Al-Rashidi
Abdullah Al-Rashidi (født 21. august 1963) er en kuwaitisk skytte, der konkurrerer i skeet. 
Han repræsenterede sit land under sommer-OL 2012 i London, hvor hans bedste resultat var nummer 21 i skeet.
Under sommer-OL 2020 i Tokyo, som blev afholdt i 2021, vandt han bronze i skeet.